# Red Mountain (Rossland Range)
Red Mountain är ett berg i Kanada.   Det ligger i provinsen British Columbia, i den södra delen av landet, 3 200 km väster om huvudstaden Ottawa. Toppen på Red Mountain är 1 591 meter över havet.
Terrängen runt Red Mountain är kuperad åt sydost, men åt nordväst är den bergig.Närmaste större samhälle är Rossland, 1,2 km öster om Red Mountain.
I omgivningarna runt Red Mountain växer i huvudsak barrskog. Runt Red Mountain är det mycket glesbefolkat, med 3 invånare per kvadratkilometer.